# Fabrizio Della Fiori
Fabrizio Della Fiori (nacido el 01 de septiembre de 1951 (73 años) en Formigara, Italia)  es un exjugador italiano de baloncesto. Con 2.04 de estatura, jugaba en la posición de ala-pívot.

## Equipos
- 1970-1979 Pallacanestro Cantú
- 1979-1981  Reyer Venezia
- 1981-1984 Pallacanestro Varese
- 1984-1985  A.P.U. Udine
- 1985-1986  Robur Varese

## Palmarés clubes
- Copa Intercontinental: 1
Pallacanestro Cantú: 1974-75.
- Copa Korac: 3
Pallacanestro Cantú: 1972-73, 1973-74, 1974-75.
- Recopa: 3
Pallacanestro Cantú: 1976-77, 1977-78, 1978-79.
- LEGA: 1
Pallacanestro Cantú: 1974-75.